# Muraner Ried

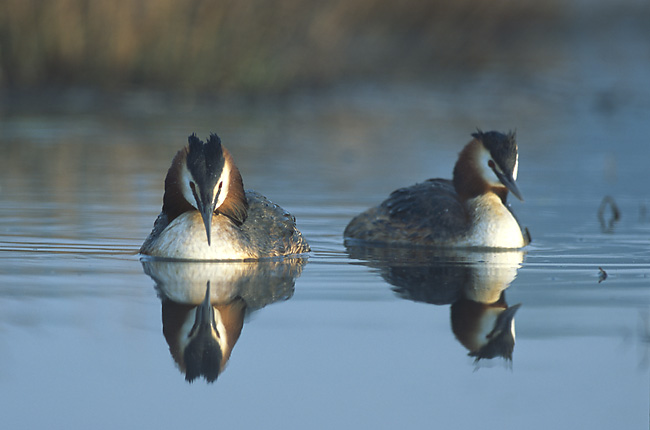
Haubentaucher

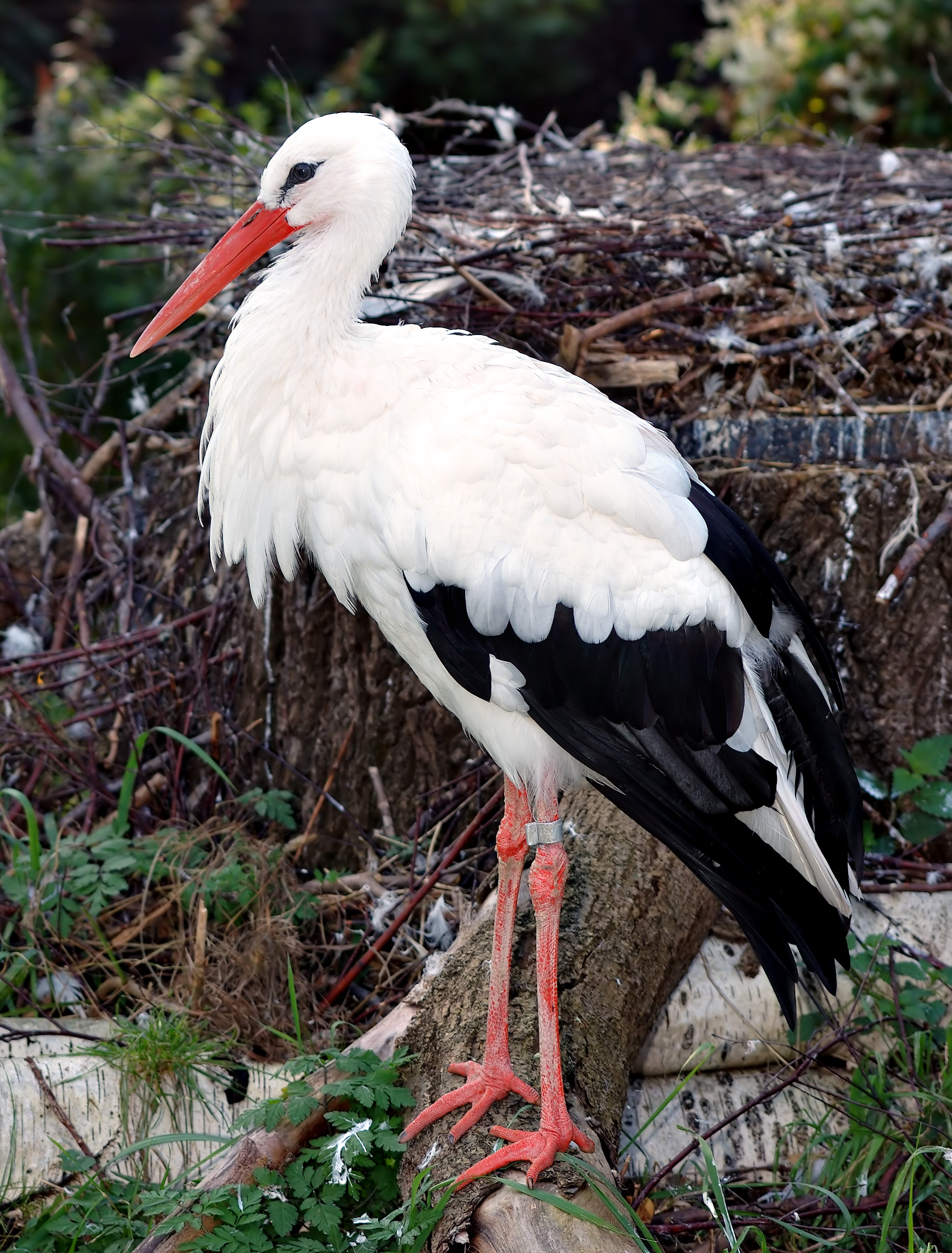
Weißstorch

Das Muraner Ried (rumänisch: Mlaștinile Murani) ist ein Naturschutzgebiet der  IUCN-Kategorie-IV Biotop- und Artenschutz (Vogelschutzgebiet) auf dem Areal des Dorfes Murani, in der Gemeinde Pișchia, im Kreis Timiș, Rumänien.

## Geografische Lage
Das Sumpfgebiet liegt im Nordwesten des Kreises Timiș, nahe der Grenze zum Kreis Arad und östlich des Dorfes Murani, an der Kreisstraße DJ693 Pișchia–Seceani und an der Autobahn A1, in 31 Kilometer Entfernung von Timișoara.

## Beschreibung
Das Muraner Ried wurde durch das Gesetz Nummer 5 vom 6. März 2000 zum Naturschutzgebiet erklärt.
Das Naturschutzgebiet Muraner Ried bietet zahlreichen Wasservögeln auf der Durchreise einen idealen Nistplatz und Durchzugsort. 
Ein Teil des Reservats wurde trockengelegt, was zu einem drastischen Rückgang der anzutreffenden Vogelarten geführt hat. Trotzdem sind noch einige geschützte Arten im Supmpfgebeit anzutreffen. 
Das Naturschutzgebiet Muraner Ried ist eines der beliebtesten Touristenziele im Banat.

## Pflanzen- und Tierwelt
Das Sumpfgebiet erstreckt sich auf einem Areal von 200 Hektar. Hier trifft man eine Vielzahl von Habitaten eines Feuchtgebietes an: stehende und fließende Gewässer, Dickicht, Wiesen und Wälder.
Unter den Wasservögeln sind anzutreffen: die Tafelente (Aythya ferina), die Rohrweihe (Circus aeruginosus), die Trauerseeschwalbe (Chlidonias niger), die Weißbart-Seeschwalbe (Chlidonias hybrida), der Weißstorch (Ciconia ciconia), der Haubentaucher (Podiceps cristatus), das Blässhuhn (Fulica atra), die Graugans (Anser anser), die Zwerggans (Anser erythropus), die Stockente (Anas platyrhynchos), die Blässgans, (Anser albifrons), Rallen (Rallidae) und andere Arten von Wasservögeln.